# Liste der Kreisstraßen im Landkreis Fürstenfeldbruck
Die Liste der Kreisstraßen im Landkreis Fürstenfeldbruck ist eine Auflistung der Kreisstraßen im bayerischen Landkreis Fürstenfeldbruck mit deren Verlauf.

## Abkürzungen
- AIC: Kreisstraße im Landkreis Aichach-Friedberg
- DAH: Kreisstraße im Landkreis Dachau
- FFB: Kreisstraße im Landkreis Fürstenfeldbruck
- LL: Kreisstraße im Landkreis Landsberg am Lech
- St: Staatsstraße in Bayern
- STA: Kreisstraße im Landkreis Starnberg

## Liste
Nicht vorhandene bzw. nicht nachgewiesene Kreisstraßen werden in Kursivdruck gekennzeichnet, ebenso Straßen und Straßenabschnitte, die unabhängig vom Grund (Herabstufung zu einer Gemeindestraße oder Höherstufung) keine Kreisstraßen mehr sind.
Der Straßenverlauf wird in der Regel von Nord nach Süd und von West nach Ost angegeben.
| Nr. FFB | Verlauf |
| ------- | --- |
| FFB 1   | (DAH 7 im Landkreis Dachau) – Landkreisgrenze – Weyhern – Egenhofen – FFB 14 – Poigern – FFB 2 – Unterschweinbach – Aufkirchen – FFB 9 – Pischertshofen – Stefansberg – Frauenberg – St 2054                       |
| FFB 2   | (DAH 6 im Landkreis Dachau) – Landkreisgrenze – Wenigmünchen – Waltenhofen – Oberweikertshofen – Unterschweinbach – FFB 1 – Herrnzell – Oberschweinbach – FFB 9 – Mammendorf – FFB 8 – Jesenwang – St 2054 – FFB 6 |
| FFB 3   | in Hattenhofen – Haspelmoor – Luttenwang – Grunertshofen – Purk – Langwied – Albertshofen – Moorenweis – FFB 13 – FFB 16 – St 2054 – Türkenfeld – FFB 5 – Landkreisgrenze – (LL 1 im Landkreis Landsberg am Lech)  |
| FFB 4   | (AIC 14 im Landkreis Aichach-Friedberg) – Landkreisgrenze – Tegernbach – Mittelstetten – |
| FFB 5   | FFB 3 in Türkenfeld – Pleitmannswang – Peutenmühle – Kottgeisering – in Grafrath |
| FFB 6   | St 2054 – FFB 2 – Grafrath – Mauern – FFB 7 – Landkreisgrenze – (STA 1 im Landkreis Starnberg) |
| FFB 7   | – Schöngeising – FFB 6 in Mauern |
| FFB 8   | FFB 2 in Mammendorf FFB 2 – Obermalching – Malching – St 2054 |
| FFB 9   | FFB 1 in Aufkirchen – Rammertshofen – FFB 2 |
| FFB 11  | St 2345 in Gröbenzell – Puchheim – St 2069 |
| FFB 13  | (AIC 18 im Landkreis Aichach-Friedberg) – Landkreisgrenze – Steinbach – Windach – FFB 3 in Moorenweis |
| FFB 14  | (DAH 13 im Landkreis Dachau) – Landkreisgrenze – Furthmühle – FFB 1 in Egenhofen |
| FFB 16  | (LL 11 im Landkreis Landsberg am Lech) – Landkreisgrenze – Dünzelbach – FFB 3 in Moorenweis |
| FFB 17  | in Fürstenfeldbruck – Emmering – Untere Au – St 2069 in Roggenstein |